# Claudia Kemper
Claudia Kemper (* 1973 in Erkelenz) ist eine deutsche Historikerin.

## Leben
Nach Berufstätigkeit (1993–2000) als Buchhändlerin studierte Kemper von 2000 bis 2005 neuere und mittlere Geschichte und Politikwissenschaft an der Universität Hamburg, wo sie den Abschluss Magister erwarb. Als Stipendiatin des Deutschen Literaturarchivs Marbach (2008) und wissenschaftliche Mitarbeiterin der Universität Hamburg (2006–2009) schrieb sie ihre Dissertation „Nicht rechts steht der Feind. Nicht links steht der Feind. Er ist in uns.“ Das Gewissen unter der Ägide von Arthur Moeller van den Bruck 1919–25. Eine bio-bibliographische Intellektuellen- und Mediengeschichte der Herausgeber und Autoren, mit der sie 2009 promoviert wurde. Den Master of Higher Education (MoHE) am Zentrum für Hochschuldidaktische Weiterbildung der Universität Hamburg erwarb sie 2010. 
2011 hatte Kemper eine Fellowship am Deutschen Historischen Institut Washington. Von 2009 bis 2014 forschte sie als wissenschaftliche Mitarbeiterin an der Forschungsstelle für Zeitgeschichte in Hamburg mit einem DFG-geförderten Post-Doc-Projekt zum Thema Ärzte in der anti-atomaren Friedensbewegung der 1980er Jahre – die westdeutsche Sektion der International Physicians for the Prevention of Nuclear War (IPPNW). Seit April 2014 war sie Wissenschaftlerin am Hamburger Institut für Sozialforschung. Nach der Habilitation 2015 im Fach Neuere Geschichte an der Universität Hamburg vertrat sie von März bis September 2015 die Professur Neuere und Neueste Geschichte an der Martin-Luther-Universität Halle-Wittenberg. Im Sommersemester 2016 vertrat sie den Lehrstuhl Europäische Geschichte und Kolonialgeschichte der Universität zu Köln. 2017 und 2018 vertrat sie den Lehrstuhl für Fachjournalistik Geschichte am Historischen Institut der Justus-Liebig-Universität in Gießen, im Sommer 2019 den Lehrstuhl Geschichte des 19. bis 21. Jahrhunderts am Historischen Seminar der Christian-Albrechts-Universität in Kiel. 
Von 2019 bis 2021 war Kemper wissenschaftliche Bearbeiterin des Projekts „Die Handelskammer Hamburg während der NS-Zeit“ im Auftrag der Handelskammer Hamburg und der Forschungsstelle für Zeitgeschichte in Hamburg (FZH). Seit 2021 ist sie Wissenschaftliche Referentin am LWL-Institut für westfälische Regionalgeschichte in Münster. Im April 2023 wurde sie zum ordentlichen Mitglied der Historischen Kommission für Westfalen gewählt. 2023 erfolgte die Umhabilitation an die Universität Münster mit Verleihung der Venia legendi für Neuere Geschichte.
Ihre Arbeitsschwerpunkte sind historische Friedens- und Konfliktforschung, Experten- und Wissenschaftsgeschichte, Europäische und Transatlantische Zeitgeschichte, Geschichte von Ideen, Medien und Kommunikation und Organisationsgeschichte.

## Schriften (Auswahl)

### Monographien
- Das „Gewissen“ 1919–1925. Kommunikation und Vernetzung der Jungkonservativen (= Ordnungssysteme. Studien zur Ideengeschichte der Neuzeit. Band 36). Oldenbourg, München 2011, ISBN 3-486-70496-6, (zugleich Dissertation, Hamburg 2009).
- Medizin gegen den Kalten Krieg. Ärzte in der anti-atomaren Friedensbewegung der 1980er Jahre (= Hamburger Beiträge zur Sozial- und Zeitgeschichte. Band 54). Wallstein Verlag, Göttingen 2016, ISBN 978-3-8353-1812-0, (zugleich Habilitationsschrift, Hamburg 2015).
- Organisation als Kommunikation und soziale Praxis. Zur Historisierung von Nichtregierungsorganisationen (= Arbeitspapiere des Internationalen Graduiertenkollegs Halle Tôkyô. Band 25). Martin-Luther-Universität Halle-Wittenberg, Halle 2016, ISBN 978-3-86829-862-8.
- Wann ist der Krieg vorbei? Gewalterfahrungen im Übergang vom Nachkrieg zum Frieden. In: Zeithistorische Forschungen. Band 15, 2018, S. 340–357.
- zusammen mit Hannah Rentschler: Handlungsspielräume und Verantwortlichkeiten der Handelskammer Hamburg während der NS-Zeit. Einordnungen und biografische Annäherungen (= Forum Zeitgeschichte. Band 31), Berlin 2023.
- Männlicher Krieg und weiblicher Frieden? Geschlechterordnung von Gewalterfahrungen (= Was bedeutet das alles?). Reclam, Ditzingen 2023, ISBN 978-3-15-014351-3

### Sammelbände
- als Hrsg. mit Frank Bajohr, Anselm Doering-Manteuffel und Detlef Siegfried: Mehr als eine Erzählung. Zeitgeschichtliche Perspektiven auf die Bundesrepublik. Festschrift für Axel Schildt. Wallstein Verlag, Göttingen 2016, ISBN 978-3-8353-1882-3.
- als Hrsg.: Gespannte Verhältnisse. Frieden und Protest in Europa während der 1970er und 1980er Jahre (= Frieden und Krieg. Beiträge zur historischen Friedensforschung. Band 23). Klartext, Essen 2017, ISBN 3-8375-1696-2.
- Cord Arendes, Karoline Dölling, Claudia Kemper, Mareike König, Thorsten Logge, Angela Siebold, Nina Verheyen (Hrsg.): Geschichtswissenschaft im 21. Jahrhundert. Interventionen zu aktuellen Debatten, Frankfurt am Main 2020.